# KS Flamurtari Vlora
KS Flamurtari Vlora je albánský fotbalový klub. Byl založen roku 1923 ve městě Vlora. Domovským stadionem je Stadiumi Flamurtari s kapacitou 8 500 diváků.

## Úspěchy
- Kategoria Superiore 1× (1991)
- Albánský fotbalový pohár 4× (1985, 1988, 2009, 2014)
- Albánský Superpohár 2× (1990, 1991)
- Pohár Spartak 1× (1954)